# Солпитер, Эдвин Эрнест
Э́двин Солпи́тер (англ. Edwin Ernest Salpeter; 3 декабря 1924, Вена, Австрия — 26 ноября 2008, Итака, штат Нью-Йорк, США) — американский физик-теоретик и астрофизик, также занимался биофизикой, один из основоположников современной теории строения и эволюции звёзд.

## Биография
Окончил Университет Сиднея в 1945 году. В 1948 году защитил диссертацию на звание доктора философии в Бирмингемском университете, с 1949 года до конца жизни работал в Корнеллском университете (c 1956 года — в должности профессора, с 1997 года — в качестве почётного профессора), член Национальной АН США (1967), иностранный член Лондонского королевского общества (1993).
Работы посвящены разнообразным физическим проблемам, главным образом — ядерной физике, квантовой электродинамике, квантовой теории атомов, физике плазмы, астрофизике.
Солпитер был известен также своей активной гражданской позицией: так, он был активистом общественного движения в США против войны в Ираке и соавтором открытого обращения американских физиков к Конгрессу за предотвращение планировавшегося администрацией президента Буша ядерного удара по Ирану.
В честь Эдвина Солпитера названа малая планета (11757 Salpeter).

## Основные научные достижения
Эдвин Солпитер изучал эволюцию и источники энергии звёзд, образование сложных молекул в межзвёздном пространстве, модели пульсаров.
Совместно с Х. Бете вывел уравнение релятивистской квантовой механики для описания двух взаимодействующих частиц — уравнение Бете — Солпитера (1951), широко применяющееся в теории элементарных частиц.
Открыл роль бериллиевого резонанса в теории звёздной эволюции (1952), а именно, объяснил, как тройная альфа-реакция при посредстве метастабильного состояния ядра бериллия приводит к образованию углерода в звёздах с температурой выше 100 — 200 млн градусов (впоследствии У. Фаулер показал, что помимо бериллиевого важную роль играет ещё и углеродный ядерный резонанс).
Вывел закон распределения начальных звёздных масс, известный как функция масс Солпитера (1955).
Солпитер и Я. Б. Зельдович в 1964 году первыми (независимо друг от друга) выдвинули предположение (теперь ставшее общепринятым), что источниками энергии квазаров служат аккреционные диски вокруг массивных чёрных дыр.
Открыл эффект гигантского усиления термоядерного горения в звёздах за счёт плазменного экранирования кулоновского отталкивания ядер и вывел описывающую этот эффект формулу Солпитера для фактора экранирования.
Автор более 400 научных работ, в том числе соавтор до сих пор широко использующейся физиками книги: Х. Бете, Э. Солпитер. Квантовая механика атомов с одним и двумя электронами. — М.: Физматгиз, 1960. — 566 с.  (англ. Hans A. Bethe and Edwin E. Salpeter, Quantum mechanics of one- and two-electron atoms. — Berlin: Springer, 1957).
В последние годы жизни занимался биофизикой и её применением в медицине.

## Биография

### Детство и юность в Австрии
Эдвин Солпитер родился 3 декабря 1924 года в Вене (Австрия) в еврейской семье (оба его родителя были физиками, причём его отец в студенческие годы был другом Эрвина Шрёдингера), провёл некоторое время в Венгрии, затем вернулся в Вену, где поступил в начальную школу. В 10 лет провалил экзамены в гимназию (по его признанию — из-за того, что вместо подготовки читал романы Карла Мая), после чего самостоятельно в течение года изучал латинский язык и другие академические дисциплины и поступил в гимназию на следующий год.
В 1938 году, после гитлеровского аншлюсса Австрии, большинство еврейских детей были исключены из школ, и только самым способным и успевающим было разрешено продолжить обучение в специальных еврейских школах. Среди «счастливчиков» оказался и Эдвин Солпитер. Однако вскоре, во время «хрустальной ночи», его пытались арестовать, и ему пришлось скрываться. Обучение было прервано. В 1939 году семья бежала из Австрии в Австралию.

### Учёба в Австралии и Великобритании
С началом Второй мировой войны семья поселилась в Сиднее, где отец Эдвина получил работу на заводе по производству ламп накаливания. В 16 лет Эдвин поступил в Университет Сиднея. В то время его основным увлечением была химия, но при этом он наряду с другими студентами участвовал в разработке военных радаров (что было альтернативой военной службе).
В 1945 году, с окончанием войны, в Сиднее стала весьма популярной радиоастрономия, однако Эдвин Солпитер занялся зарождавшейся в те годы квантовой электродинамикой. Его магистерская диссертация по теории поля позволила ему получить престижную стипендию для продолжения обучения в Великобритании, где он стал аспирантом Бирмингемского университета под руководством Рудольфа Пайерлса, чья школа теоретической физики считалась тогда лучшей в Европе. Диссертация на звание доктора философии, которую Солпитер защитил в 1948 году, была посвящена проблеме сингулярности в квантовой теории поля. Она не получила известности, так как в то же самое время (в 1947 году) проблема была по существу решена Хансом Бете, который ввёл в теорию радиационные поправки и объяснил с их помощью лэмбовский сдвиг.

### Жизнь и работа в США
После защиты диссертации, в 1949 году Солпитер присоединился к группе физиков-теоретиков, возглавляемой Х. Бете в Корнелле.
В 1950 году он женился на Мике (Мириам) Марк (англ. Miriam Mark), занимавшейся в Корнелле психобиологией. Впоследствии она занялась нейробиологией и биофизикой (после её смерти в 2000 году Солпитер посвятил свою научную деятельность продолжению её незавершённых работ).
В начале 1950-х годов Солпитер занялся проблемой связанных состояний в релятивистской теории и вывел совместно с Х. Бете уравнение Бете—Солпитера (1951).
Вскоре после этого его интересы переключились на ядерную астрофизику. В то время эта наука испытывала большие трудности в связи с кажущейся невозможностью построить цепочку ядерных реакций, приводящую к образованию углерода из гелия в недрах звёзд (промежуточные нуклиды бериллия распадались быстрее, чем могли прореагировать). Солпитер разрешил эту проблему, показав, что углерод образуется в звёздах результате одновременного слияния трёх ядер гелия — тройной альфа-реакции — не напрямую, а при посредстве промежуточного метастабильного состояния ядра бериллия (этот ядерный резонанс незадолго до того был открыт У. Фаулером). Тогда же Фаулер предсказал, а впоследствии (в 1958 году) экспериментально открыл ещё один, углеродный ядерный резонанс с той же энергией, что позволило окончательно устранить противоречия между ядерной физикой и теорией звёздной эволюции.
В 1953 году у Эдвина и Мириам родилась дочь Джуди (англ. Judy), после чего они 1 год провели в только что основанном Австралийском национальном университете (АНУ) в Канберре. Перед отъездом в Австралию Солпитер принял участие в Мичиганском симпозиуме по астрофизике, где общение с Г. Гамовым, В. Бааде и другими выдающимися физиками того времени во многом повлияло, по словам Солпитера, на направление его последующих астрофизических исследований.
Во время пребывания в Австралии в 1954 году Солпитер впервые оценил поправки к скоростям термоядерных реакций в звёздах, возникающие за счёт экранирования электронами кулоновских сил отталкивания между ионами в звёздном веществе. Впоследствии он ещё не раз возвращался к проблеме усиления ядерных реакций в плазме за счёт экранирования. До сих пор активно цитируется статья, написанная им в 1969 году совместно со его тогдашним аспирантом Хью Ван Хорном, в которой изучено пикноядерное горение в звёздах — процесс «холодного» слияния ядер, обусловленный не высокой температурой (как в термоядерных реакциях), а высокой плотностью вещества.
В середине 1950-х годов Дж. Бербидж, Е. М. Бербидж, У. Фаулер и Ф. Хойл показали, как тяжёлые элементы образуются в массивных звёздах на разных стадиях эволюции. Однако для того, чтобы вычислить полную скорость производства тяжёлых элементов во Вселенной, необходимо знать начальное распределение звёзд по массам, о котором тогда почти ничего не было известно. Эдвин Солпитер в 1955 году, используя весьма скудные в то время данные о различиях разных звёздных популяций, вывел приближённую форму зависимости числа вновь рождающихся звёзд от их массы — начальную функцию масс (en:Initial mass function) и вычислил содержание тяжёлых элементов в межзвёздном газе, а также долю звёзд, которые к настоящему времени превратились в белые карлики. Основные выводы и оценки, полученные им тогда, не устарели и по сей день, а его формула дла начальной функции масс известна как функция Солпитера (Солпитер впоследствии считал эту статью своей лучшей работой).
В 1954 году Солпитер получил предложение возглавить кафедру теоретической физики в АНУ, однако отказался от него и в сентябре 1954 года вернулся в Итаку. Это было сделано по двум причинам: во-первых: он не хотел отказываться от занятий астрофизикой в пользу физики высоких энергий (что ему пришлось бы сделать, прими он предложение АНУ), а во вторых, в Корнелле были лучшие возможности для работы его жены Мириам (которая вскоре занялась нейробиологией).
Солпитер получил должность профессора Корнеллского университета в 1956 году.
В 1955 году родилась дочь Солпитера Шелли (англ. Shelley).
В конце 1950-х годов в рамках сотрудничества с Агентством перспективных исследовательских проектов США (ARPA) Солпитер показал, что обратное рассеяние радиоволн электронами ионосферы даёт сдвиг частоты, связанный с плазменной частотой. Эта работа стала самой цитируемой его статьёй, потому что эффект нашёл применение в качестве удобного метода измерения плотности электронов в лабораторной плазме.
В 1960-е годы Солпитер выполнил со своими учениками ряд работ в области статистической механики, в частности по вычислению уравнения состояния плотной плазмы, которые нашли применение в исследованиях белых карликов, нейтронных звёзд и планет-гигантов. В эти же годы Солпитер принял участие в обсуждениях природы квазаров, выдвинул верное предположение о том, что источником их энергии является аккреция на чёрную дыру и исследовал такую аккрецию.
Начиная с 1960-х и до 1990-х годов Солпитер время от времени по совместительству занимал различные административные должности, в частности (ближе к концу карьеры) должность директора Центра радиофизических и космических исследований Корнеллского университета. Он также внёс важный вклад в разработку противоракетной обороны (ПРО) в 1960-х годах. Солпитер прекратил эту деятельность с началом вмешательства США в войну во Вьетнаме, но впоследствии входил в число консультантов по ПРО при администрации Рейгана.
В 1990-х годах Эдвин Солпитер и его студент китайского происхождения, а затем аспирант Дун Лай (Dong Lai, ныне профессор Корнеллского университета) выполнили серию работ по исследованию свойств атомов, молекул, ионов и плазмы в атмосферах нейтронных звёзд с сильным магнитным полем. Примерно в это же время Солпитер со своими коллегами в Корнелле исследовали проблемы динамики галактик и тёмной материи.
Время от времени Солпитер принимал участие в работах своей жены Мириам по изучению нейромышечных соединений. Он возглавил лабораторию Мириам после её смерти в октябре 2000 года. Солпитер также провёл ряд исследований по эпидемиологии туберкулёза совместно с дочерью-физиком Шелли Солпитер, а впоследствии и с внуком Николасом Бакли (Nicholas Buckley).
Солпитер вышел на пенсию в 1997 году, при этом не прекратив научной деятельности. За ним осталось пожизненное звание почётного профессора Корнеллского университета. В 1998 году университет в честь его заслуг учредил серию Солпитеровских лекций.
Солпитер умер от лейкемии на 84-м году жизни у себя дома в Итаке. После него остались его вторая жена Антония (Antonia "Lhamo" Shouse Salpeter), дочери Джуди и Шелли и четверо внуков.

## Награды
- 1959 — Премия за исследования в области астрофизики от Института Карнеги
- 1973 — Золотая медаль Королевского астрономического общества
- 1974 — Премия Генри Норриса Рассела от Американского астрономического общества
- 1974 — Премия памяти Роберта Оппенгеймера Университета Майами
- 1985 — Медаль Карла Шварцшильда от Астрономического общества Германии
- 1987 — Медаль Кэтрин Брюс от Тихоокеанского астрономического общества
- 1996 — Медаль Дирака[нем.] от Университета Нового Южного Уэльса
- 1997 — Премия Крафорда от Шведской королевской академии наук
- 1999 — Премия Ханса Бете[англ.] от Американского физического общества